# Библейские денежные единицы

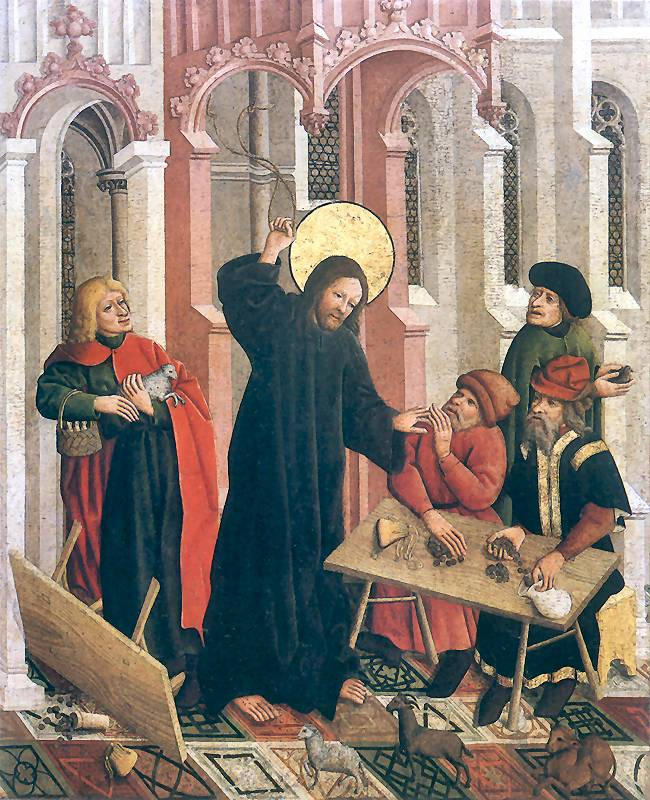
«Изгнание торгующих из храма».
Николай Хабершрак, середина XV века

Библейские денежные единицы — ближневосточные, древнегреческие, древнеримские и другие античные монеты, денежные единицы и ставшие деньгами единицы измерения массы, упоминаемые в тексте Библии. Среди них талант, мина, сикль, гера (последние две дали название современной национальной валюте Израиля и его разменной денежной единице — соответственно, шекелю и агоре), а также денарий, драхма, лепта — названия, которые с небольшими изменениями в написании до сих пор носят или до недавнего времени носили национальные валюты и разменные денежные единицы Греции, Северной Македонии, Армении, Марокко, Иордании, Таджикистана и десятка других стран.
Денежные знаки в виде монет в привычном для нас облике появились в VII веке до н. э., начало же событий, описываемых в Ветхом завете, относится к гораздо более раннему времени. Первые упоминаемые в Библии монеты, которые можно чётко идентифицировать, — дарики. Однако, вероятнее всего, это анахронизм, когда авторы, описывающие исторические события, использовали для именования древних денежных единиц знакомые и современные им названия. В действительности же в описываемый период функции денег выполняли ещё не монеты, а более ранние их формы — например, золото и серебро в любых изделиях (в частности, в кольцах и слитках), чья стоимость определялась на вес. В Новом завете почти все упоминаемые денежные единицы имеют конкретные исторические названия, однако их точное отождествление всё равно вызывает разночтения.

## ДенежныеивесовыеединицыВетхого завета

### Товарные деньги
Как и у большинства народов Древнего мира, в своём развитии система товарно-денежных отношений евреев прошла несколько этапов:
1. Деньги — это скот:
И взял Авраам мелкого и крупного скота и дал Авимелеху, и они оба заключили союзБыт. 21:27
2. Деньги — это скот и драгоценные металлы (золото и серебро), чья ценность определяется на вес:
И был Аврам очень богат скотом, и серебром, и золотомБыт. 13:2
И купил я поле у Анамеила, сына дяди моего, которое в Анафофе, и отвесил ему семь сиклей серебра и десять сребренников; и записал в книгу и запечатал её, и пригласил к тому свидетелей и отвесил серебро на весахИер. 32:9—11
3. Деньги — это драгоценные металлы в слитках и/или кольцах стандартного веса:
…между добычею увидел я одну прекрасную Сеннаарскую одежду и двести сиклей серебра и слиток золота весом в пятьдесят сиклей…Нав. 7:20—21
…человек тот взял золотую серьгу, весом полсикля, и два запястья на руки ей, весом в десять сиклей золота…Быт. 24:22
4. Деньги — это слитки золота или серебра со специальным клеймом. Предположение о наличии такого клейма, подтверждающего вес слитка, в своей энциклопедии высказывает Эрик Нюстрем, основываясь на эпизоде покупки Авраамом земли с пещерой Махпела[6]:
…и отвесил Авраам Ефрону серебра, сколько он объявил вслух сынов Хетовых, четыреста сиклей серебра, какое ходит у купцовБыт. 23:16
5. Наконец, деньги — это стандартная монета:
И купил часть поля, на котором раскинул шатёр свой, у сынов Еммора, отца Сихемова, за сто монетБыт. 33:19

Монета — металлический слиток определённой (как правило, круглой) формы, стандартного веса и однородного состава с подтверждающим этот вес клеймом. Слиток превращается в монету, проходя несколько этапов, предполагающих прежде всего согласование её веса с единицей определённой весовой системы (взаимосвязанной структурой единиц измерения массы). В Ветхом завете весовые единицы встречаются чаще всего для обозначения массы золота или серебра. В ряде случаев речь идёт о количестве драгоценного металла, израсходованного на какие-либо хозяйственные нужды (например, на украшение Храма Соломона), в других — о золоте или серебре, которые начинают выполнять функции денег (например, служат платой за землю с пещерой Махпела). При этом единицы измерения и массы, и денежной суммы (цены, стоимости) носят одинаковые названия — талант, мина, сикль, а их соотношения подчиняются одной, хотя и меняющейся во времени весовой системе.

### Весовые единицы

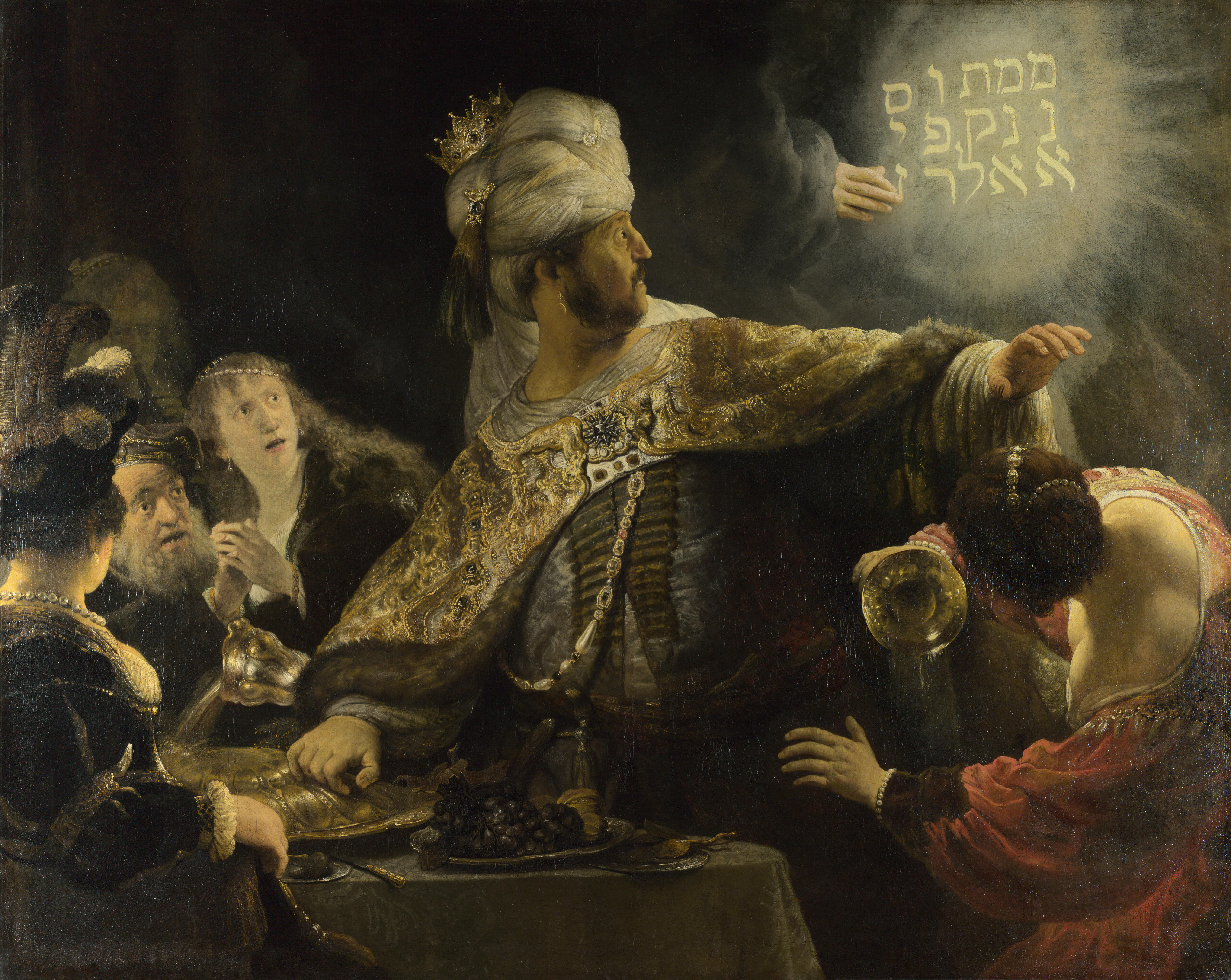
«Пир Валтасара». Рембрандт, 1635 год

Ключевую роль в формировании системы мер и весов Иудеи, а равно и всего региона в целом, сыграла вавилонская система. Именно из Месопотамии были заимствованы если не названия, то ключевые соотношения весовых единиц евреями, хеттами, финикийцами, персами, греками. Из Вавилонии происходит древнегреческий талант (др.-греч. τάλαντον — буквально «вес», «груз»; по-аккадски — «билту»), по одной из версий, изначально равный весу вола. Евреи называли его «киккар» (ивр. כִּכָּר‎ — «круг», «диск»). Мина (др.-греч. μνᾶ; ивр. מָנֶה‎), шестидесятая часть таланта, происходит от вавилонского «ману» — считать. Уже в III тысячелетии до н. э. в вавилонских источниках упоминается «шиклу» (у евреев сикль, шекель от ивр. שֶׂקֶל‎ — «вес»), равный одной шестидесятой мины. Название ключевой древнегреческой единицы измерения драхмы (др.-греч. δραχμή) происходит от слова «горсть» и восходит ко временам, когда средством денежного обмена были металлические четырёхгранные прутики — оболы (др.-греч. ὀβολός — «вертел»), шесть штук которых, зажатые в горсть, и составляли драхму. В связи с признанной связью этой единицы с вавилонской системой мер и весов любопытна высказанная в Энциклопедическом словаре Брокгауза и Ефрона, но не получившая подтверждения версия о том, что «драхма» происходит от ассирийского «дараг-мана», что означает «шестидесятая мины». Наконец, вавилонские корни имеет гера, первоначально 1⁄24 сикля.
В хронологических рамках Ветхого завета еврейский народ столкнулся с множеством весовых систем, которые при этом имели по несколько разновидностей. Так, например, вес сикля (шекеля) в зависимости от контекста мог определяться по вавилонскому или финикийскому стандарту. Каждый из них, в свою очередь, имел две разновидности — лёгкую (обыкновенную) и удвоенную тяжёлую («царскую»). Сложность установления соотношений между различными единицами веса для каждого конкретного случая их упоминания в Ветхом завете выражена во вступлении к статье «Меры и вес» из Еврейской энциклопедии Брокгауза и Ефрона:

…в Библии почти нет указаний на соотношение мер и весов между собой и вовсе нет данных для определения абсолютной их величины. В талмудической литературе имеется больше указаний, но в них много неясного. Не найдено до сих пор и оригиналов еврейских М. и В., как это имело место в отношении монет. Ввиду этого для определения этих величин приходится прибегать к окольным и косвенным путям. И поскольку все почти исследователи согласны относительно взаимного отношения единиц мер между собой, постольку же они расходятся в определении абсолютной их величины. Здесь почти столько же мнений, сколько авторов.

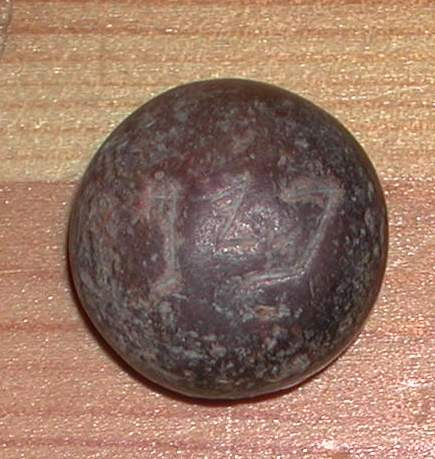
Каменный пим (около 7,8 г)

За 100 лет, прошедшие с публикации этого отрывка, были сделаны археологические находки гирь и других эталонов веса (например, нескольких каменных гирек с надписью «пим»), что позволило более точно установить абсолютные значения некоторых ветхозаветных единиц измерения массы. Не возникают разночтения при трактовке 24—26 стихов 38 главы Книги Исход, посвящённых подсчёту размера пожертвований на строительство Скинии:

24 Всего золота, употребленного в дело на все принадлежности святилища, золота, принесенного в дар, было двадцать девять талантов и семьсот тридцать сиклей, сиклей священных; 25 серебра же от исчисленных [лиц] общества сто талантов и тысяча семьсот семьдесят пять сиклей, сиклей священных; 26 с шестисот трёх тысяч пятисот пятидесяти человек, с каждого поступившего в исчисление, от двадцати лет и выше, по полсиклю с человека, считая на сикль священный.
— Исх. 38:24—26
Отсюда следует вывод о том, что если исходный вавилонский талант (билту) равнялся 3600 сиклей, то еврейский (киккар) уже 3000 сиклей. Не так очевидно другое место Ветхого завета. Если, например, в Септуагинте, переводе книг Ветхого завета на древнегреческий язык семидесяти толковников, 12 стих 45 главы Книги пророка Иезекииля записан как «…пять шекелей пусть будут равны пяти шекелям, десять — десяти, а в одной мине — пятьдесят шекелей», то в масоретской редакции оригинала — «Двадцать шекелей да двадцать пять шекелей, да пятнадцать шекелей будут у вас составлять одну мину» (обе цитаты приведены в переводе Российского библейского общества).
Отсюда и из не вызывающей сомнения формулы «1 талант = 3000 сиклям» возможны два варианта соотношений таланта, мины и сикля (шекеля):
- 1 талант = 50 минам = 3000 сиклям (то есть 1 мина равна 60 сиклям)[21][12];
- 1 талант = 60 минам = 3000 сиклям (то есть 1 мина равна 50 сиклям)[22][14].

Как и число сиклей в таланте, не вызывает разночтений соотношение сикля и геры — если в Вавилонии оно составляло 1⁄24, то в Иудее уже 1⁄20 (см., например, Исх. 30:11—16).
Помимо перечисленных выше (талант, мина, сикль, гера) весовых единиц, в тексте Ветхого завета также упоминаются:
- бека (бэка), в Синодальном переводе полсикля, — вес золотой серьги, которую в награду за помощь домоправитель Авраама подарил РевеккеБыт. 24:22;
- ксита, в Синодальном переводе кесита, — до сих пор не идентифицированная весовая и/или денежная единица, которую каждый из родных и близких дал праведнику Иову в качестве утешения за страданияИов. 42:11 и которая в Септуагинте переведена как «ягнёнок», в Таргуме — «овца» или «скот», в других вариантах перевода — «унция» или «монета»[25][26][27];
- пим, который однажды встречается в одном из вариантов оригинального текста Ветхого завета (1Цар. 13:21), но в Синодальном переводе пропущен; его место в метрологии Древнего Израиля и Иудеи долго оставалось неизвестным, пока в начале XX века не были найдены восемь каменных полированных гирек с надписью «пим» (פימ), средний вес которых составляет 7,8 грамма, что и позволило сделать вывод о том, что пим равен 2⁄3 сикля[18];
- парсин, половина мины, в Синодальном переводе — перес и упарсин, в Елизаветинской Библии — фарес.

Последняя величина встречается в Книге пророка Даниила как одно из слов, начертанных невидимой рукой на стене во время пира Вальтасара: «Мене, мене, текел, упарсин». Дословно фраза означает «Мина, сикль, перес (полмины)». Пророк Даниил расшифровал её как «Исчисленный, взвешенный и разделённый»:
| \| \| \| 1⁄2 шумерской мины (конец III тысячелетия до н. э.) \| | 25 И вот что начертано: мене, мене, текел, упарсин. 26 Вот и значение слов: мене — исчислил Бог царство твое и положил конец ему; 27 Текел — ты взвешен на весах и найден очень лёгким; 28 Перес — разделено царство твое и дано Мидянам и Персам.Синодальный переводДан. 5:25—28 |
| \| \| \| 1⁄2 шумерской мины (конец III тысячелетия до н. э.) \| | 25 Се же есть писание вчиненое: мани, фекел, фарес. 26 Се сказание глагола: мани, измери Бог царство твое и сконча е: 27 фекел, поставися в мерилех и обретеся лишаемо: 28 фарес, разделися царство твое и дадеся Мидом и Персом.Елизаветинская Библия                            |
|                                                                 | |
| 1⁄2 шумерской мины (конец III тысячелетия до н. э.)             | |

Кроме того, в Электронной еврейской энциклопедии и исследовании Иосифа Амусина «Денежно-весовая система обращения в Древней Палестине в первой половине 1-го тысячелетия до н. э.» в качестве самостоятельных единиц веса также упоминаются треть и четверть сикля.

#### Списоквесовых единицВетхого завета
В данном разделе приводятся все, кроме кеситы, весовые единицы Ветхого завета, которые одновременно являлись единицами измерения денежных сумм (цен), с указанием их взаимных соотношений и ссылками на характерные упоминания в Священном писании. Кесита, чей вес и/или ценность до сих пор не установлены, приводится в перечне денежных единиц следующего раздела.
| Название                        | Название                     | Название                      | Название            | Название         | Эквивалент | Эквивалент  | Примеры упоминания в тексте Библии                                                             |
| Современное                     | Масоретский оригинал (иврит) | Септуагинта (древнегреческий) | Синодальный перевод | Перевод РБО      | в сиклях   | в герах     | Примеры упоминания в тексте Библии                                                             |
| ------------------------------- | ---------------------------- | ----------------------------- | ------------------- | ---------------- | ---------- | ----------- | ---------------------------------------------------------------------------------------------- |
| Киккар, талант                  | כִּכָּר                          | Τάλαντον                      | Талант              | Киккар           | 3000       | 60 000      | Исх. 25:31—40; Исх. 38:21—31; Езд. 8:21—30; 2Цар. 12:30; 3Цар. 10:14—17                        |
| Мане, мина                      | מָנֶה                          | Μνᾶ                           | Мина                | Мина             | 50 (60)    | 1000 (1200) | Езд. 2:68—69; Иез. 45:12; Неем. 7:66—73; 3Цар. 10:14—17                                        |
| Перес, фарес, упарсин (полмины) | פְּרס                          | Φαρες                         | Упарсин, перес      | у-Парсин, перес  | 25 (30)    | 500 (600)   | Дан. 5:25—28                                                                                   |
| Сикль, шекель                   | שֶׂקֶל                          | Σίκλους / Δίδραχμον           | Сикль               | Шекель           | 1          | 20          | Исх. 30:11—16; Исх. 30:22—33; Исх. 38:21—31; Лев. 27:25; 3Цар. 10:14—17; Иез. 4:10; Иез. 45:12 |
| Пим (две третьих сикля)         | פימ                          |                               | —                   | Две трети шекеля | 2⁄3        | 13+1⁄3      | (1Цар. 13:21)                                                                                  |
| Бека, бэка (полсикля)           | בֶּקַע                          | Δραχμην / Δραχμη              | Полсикля            | Бека, полшекеля  | 1⁄2        | 10          | Быт. 24:22; Исх. 38:26                                                                         |
| Треть сикля                     | שֶׂקֶל שְׂלִישִׂי                    |                               | Треть сикля         | Треть шекеля     | 1⁄3        | 6+2⁄3       | Неем. 10:32                                                                                    |
| Четверть сикля                  | שֶׂקֶל רֶבַע                      | Τεταρτον σικλον               | Четверть сикля      | Четверть шекеля  | 1⁄4        | 5           | 1Цар. 9:8                                                                                      |
| Гера                            | גֵּרָה                          | Οβολοι                        | Гера                | Гера             | 1⁄20       | 1           | Исх. 30:11—16; Лев. 27:25; Иез. 45:12; Чис. 3:47; Чис. 18:16                                   |

1. 1 2  Упоминается в одной из оригинальных редакций Ветхого завета, в Синодальном переводе пропущен

### Денежные единицы
Несмотря на то, что Библия охватывает продолжительный период времени, а сами евреи за свою историю столкнулись с большим разнообразием денежных систем (египетской, вавилонской, персидской, финикийской, греческой, селевкидской, римской), в книгах Ветхого завета встречается очень ограниченное число названий конкретных денежных единиц. Иногда в тексте Синодального перевода они названы сребренниками, то есть серебряными монетами или слитками («и, когда проходили купцы Мадиамские, вытащили Иосифа изо рва и продали Иосифа Измаильтянам за двадцать сребренников; а они отвели Иосифа в Египет»Быт. 37:28). В трёх случаях речь идёт о некоторой древней денежной, весовой единице или монете (см. таблицу), которая в Книге Иова названа кеситой (в Электронной еврейской энциклопедии — кситой). Один раз упоминается агора, которую одни исследователи отождествляют с герой (именно как гера она встречается в Синодальном переводе 2 главы Первой книги Царств: «и всякий, оставшийся из дома твоего, придёт кланяться ему из-за геры серебра и куска хлеба»1Цар. 2:35—36), другие — с самостоятельной мелкой денежной единицей, чья ценность также остаётся невыясненной. Возможно, ей, как и древнегреческим оболом, можно было расплатиться с наёмником за дневную работу. И именно от неё происходит название современной разменной денежной единицы Израиля.
В Синодальном переводе Книги Ездры и Книги Неемии встречается драхма золота; в оригинале — дарик, персидская золотая монета, получившая своё название, по-видимому, по изображению выпустившего её царя Дария I (521—485 гг. до н. э.). В отличие от Синодального перевода, слово «дарик» использовал в своём переводе, например, архимандрит Макарий:
| Аверс золотого дарика, около 490 года до н. э. · Реверс золотого дарика, около 490 года до н. э. | По достатку своему, они дали в сокровищницу на [производство] работ шестьдесят одну тысячу драхм золота и пять тысяч мин серебра и сто священнических одежд.Синодальный переводЕзд. 2:69              |
| Аверс золотого дарика, около 490 года до н. э. · Реверс золотого дарика, около 490 года до н. э. | По достатку своему они дали въ сокровищницу на производство работъ шесть темъ и тысячу дариковъ золота, и пять тысячъ минъ серебра, и сто священническихъ одеждъ.Перевод архимандрита МакарияЕзд.2:69 |

Название ещё одной древней монеты встречается во второй части 6 стиха из 17 главы Книги притчей Соломоновых, которая опущена в оригинальной, конца XIX века версии Синодального перевода, но включена во многие современные переиздания. Интересна также версия этого стиха в Елизаветинской Библии, переводе Священного писания на церковнославянский язык, который до сих пор используется при богослужениях в Русской православной церкви.
| Древнегреческий обол                                                                 | Венец стариков — сыновья сыновей, и слава детей — родители их. [У верного целый мир богатства, а у неверного — ни обола.]Синодальный перевод на сайте «Православие.Ru» |
| Аверс литовского гроша (денария, пенязя) · Реверс литовского гроша (денария, пенязя) | Венец старых чада чад: похвала же чадом отцы их. Верному весь мир богатство, неверному же ниже пенязь.Елизаветинская Библия                                            |

Обол — древнегреческая серебряная монета, равная 1⁄6 драхмы. Пенязь — польское название денария, ставшее в XIII—XVII веках обозначением денег вообще как в Великом княжестве Литовском в целом, так и на территории Литовской Руси в частности. При этом сам Соломон (965—928 до н. э.) жил задолго до появления монет.
Чаще всего в значении денег в книгах Ветхого завета используется сикль (шекель), причём нескольких стандартов. Так, например, Иосиф Амусин выделяет три типа:
- сикль купеческий («четыреста сиклей серебра, какое ходит у купцов»Быт. 23:16),
- сикль царский («волоса с головы его весили двести сиклей по весу царскому»2Цар. 14:26),
- сикль священный («серебряными сиклями по сиклю священному»Лев. 5:15).

В статье «Шекель» Электронной еврейской энциклопедии приводится пять разновидностей сикля (шекеля) с точки зрения веса:
- вавилонский классический — около 8,4 г (см. также статью «Метрология» в Советской исторической энциклопедии[11]),
- вавилонский тяжёлый — 22—23 г,
- вавилонский лёгкий — 11—11,5 г,
- финикийский тяжёлый — 14,5—15,3 г,
- финикийский лёгкий — 7,3—7,7 г;

и две разновидности с точки зрения содержащегося в нём металла:
- сикль серебром,
- сикль золотом.

При этом в хронологических рамках Ветхого завета соотношение золота и серебра составляло 1:13—15; в империи Александра Македонского, во времена Римской республики — 1:10, затем опять начало расти.

#### Списокденежных единицВетхого завета
| Название               | Название                     | Название                      | Название                   | Название             | Эквивалент в сиклях (шекелях) серебром | Примеры упоминания в тексте Библии                                         |
| Современное            | Масоретский оригинал (иврит) | Септуагинта (древнегреческий) | Синодальный перевод        | Перевод РБО          | Эквивалент в сиклях (шекелях) серебром | Примеры упоминания в тексте Библии                                         |
| ---------------------- | ---------------------------- | ----------------------------- | -------------------------- | -------------------- | -------------------------------------- | -------------------------------------------------------------------------- |
| Агора                  | אֲגוֹרָה                        | Οβολον                        | Гера                       | Немного денег        | Не установлен                          | 1Цар. 2:35—36                                                              |
| Дарик                  | דַּרְכְּמוֹן / אֲדַרְכּוֹן              | Χαμανιμ, χρυσίον              | Драхма золота              | Дарик, драхма золота | 10 тяжёлых, 20 лёгких                  | Езд. 2:69; Езд. 8:26—27; Неем. 7:70—72; 1Пар. 29:7                         |
| Ксита, кесита          | קְשִׂיטָה                        | Αμνων                         | Кесита, монета             | Кесита               | Не установлен                          | Иов. 42:11; Быт. 33:19; Нав. 24:32                                         |
| Сикль, шекель серебром | כֶּסֶף / שֶׂקֶל כֶּסֶף                | Αργυροũς                      | Сикль серебром, сребренник | Шекель (серебра)     | 1                                      | Суд. 9:4; Суд. 17:4; 2Цар. 18:11 / Быт. 37:28; Иер. 32:9—10; Зах. 11:12—13 |
| Сикль, шекель золотом  | זָהָב שֶׂקֶל                      | Χρυσων ολκη                   | Сикль золотом              | Шекель (золота)      | 10—15                                  | Быт. 24:22                                                                 |

### СобственныемонетыИудеи
|                                                                                 |  |
| Современный шекель (сикль), чей реверс повторяет одну из монет типа Иехуд       |  |
|                                                                                 |  |
| Современная агора (гера), на реверсе которой изображена прута Антигона II       |  |
|                                                                                 |  |
| Сикль (шекель) и полсикля (полшекеля) первой иудейской войны (66—71 годы н. э.) |  |
|                                                                                 |  |
| Римские денарии 72 года, посвящённые подавлению первого иудейского восстания    |  |

Долгое время для еврейского народа сикль (шекель) был исключительно названием монет соседних государств (например, тирских статеров или птолемеевских тетрадрахм), а также счётной денежной единицей, используемой, например, для расчёта важного храмового (священного) налога. И вряд ли могло быть иначе. Первые монеты в Средиземноморье появились то ли в Лидии, то ли в Эгине, то ли в Эолиде в VII века до н. э., то есть уже после того, как Иудея и Израиль утратили политическую самостоятельность, став вассалами Ассирии (Израиль с 744 года, Иудея с 722 года до н. э.), и незадолго до переселения (в 598 году до н. э.) лучших представителей еврейского народа в Вавилонию (Вавилонское пленение). Затем Иудея входила в состав Империи Ахеменидов (с 539 года до н. э.), после завоеваний Александра Македонского — в эллинистические государства Птолемеев (с 320 года до н. э.) и Селевкидов (с 201 по 152 год до н. э.). Птолемеи и Селевкиды очень высоко ценили свою монетную регалию и редко делились ей со своими вассалами.
Возможно, первой чеканкой собственных серебряных монет является начатый в IV веке до н. э. (в это время Иудея находилась под властью персидской империи Ахеменидов) выпуск подражаний древнегреческим драхмам и оболам в Газе, Ашдоде, Ашкелоне, Тире и Сидоне. Их характерная особенность — арамейская надпись Иехуд (יהד), то есть Иудея. В настоящее время известно несколько сотен монет этого типа. Однако даже такой богатый материал не позволяет сделать однозначного вывода о том, был ли выпуск этих монет специальной чеканкой центральной власти для подконтрольных провинций (вполне распространённая практика монетного дела античности), или местные власти получили собственную монетную регалию. Такой вывод может быть основан на том, что на некоторых монетах встречается имя Иехезкияху, которое, возможно, принадлежало первосвященнику, упоминаемому Иосифом Флавием в «Иудейских древностях».
Безусловно самостоятельная чеканка монет началась в древней Иудее вскоре после воцарения Симона, первого представителя Хасманейской династии (середина II века до н. э.). Это событие нашло отражение в тексте Первой книги Маккавейской:

1 И прислал Антиох, сын царя Димитрия, письма с островов морских к Симону, великому священнику и правителю народа Иудейского, и всему народу. 2 Они были такого содержания: «Царь Антиох Симону, первосвященнику и правителю народа, и народу Иудейскому — радоваться. 3 Так как люди зловредные овладели царством отцов наших, то я хочу возвратить царство, чтобы восстановить его, как оно было прежде. Я набрал множество войска и приготовил военные корабли; 4 и хочу пройти по области, чтобы наказать тех, которые опустошили область нашу и разорили многие города в царстве. 5 Оставляю теперь за тобою все дани, какие уступали тебе цари, бывшие прежде меня, и другие дары, какие они уступали тебе; 6 дозволяю тебе чеканить свою монету в стране твоей. 7 Иерусалим и святилище пусть будут свободны; и все оружия, которые ты заготовил, и крепости, построенные тобою, которыми ты владеешь, пусть остаются у тебя. 8 И всякий долг царский и будущие царские долги отныне и навсегда пусть будут отпущены тебе. 9 Когда же мы овладеем царством нашим, тогда почтим тебя и народ твой и храм великою честью, чтобы слава ваша стала известна по всей земле».
— 1Макк. 15:1—9
Чеканка «своей монеты», которая получила название «прута» (или «перута»), но в тексте Библии не упоминается, началась около 140 года до н. э. и с небольшими перерывами продолжалась до 95—96 года н. э. (более точная датировка невозможна, поскольку год выпуска на монетах этого типа, за редкими исключениями, не проставлялся). Пруты, чей вес изначально базировался на древнегреческих стандартах, но затем стал тяготеть к стандартам древнеримским, выпускали практически все цари династии Хасмонеев, представители династии Иродиадов, римские префекты и прокураторы.
Необходимо, однако, подчеркнуть, что эти денежные единицы были лишь второстепенными медными или бронзовыми разменными монетами. Серебряные сикли (шекели) оставались для евреев монетами иностранными. Их первый самостоятельный выпуск был начат лишь в период, который выходит за хронологические рамки не только Ветхого, но и Нового завета — в ходе Первой иудейской войны (66—71 годы н. э.). Второй и последний выпуск собственных иудейских серебряных сиклей (шекелей) был произведён во время восстания Бар-Кохбы (132—135 годы н. э.).

## Денежные единицыНового завета

### Монеты, имевшие хождение вИудеев начале I века н. э.

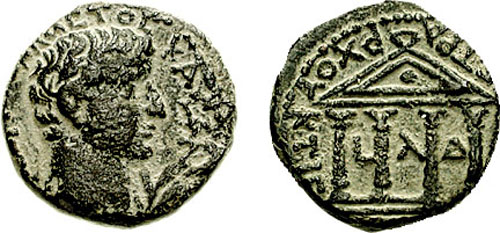
Прута с портретом Тиберия, в чьё правление разворачиваются основные события Нового завета

К началу I века н. э. денежная система Иудеи была основана на древнегреческих стандартах, которые характеризовались следующими базовыми соотношениями: 1 талант = 60 мин = 3000 статеров = 6000 драхм; 1 статер = 2 драхмы (дидрахма) = 12 оболов = 96 халков. В виде монет чеканились только статеры, драхмы, оболы, халки, их фракции (например, гекта — 1⁄6 статера) и им кратные (например, тетрадрахма — 4 драхмы). Талант и мина были исключительно счётными понятиями. При этом древнегреческая монетная система всегда характеризовалась множеством стандартов, отличающихся различным содержанием драгоценного металла в монете и/или использованием в качестве базового монетного металла золота или серебра,— Александр Зограф выделяет не менее пятнадцати таких стандартов. Территориально и исторически наиболее близким к Иудее был финикийский с монетным двором в Тире, который к началу событий Нового завета чеканил статеры (шекели, сикли) с содержанием серебра около 14,2 грамма.
Сформировавшаяся к тому времени система мер и весов самой Иудеи, иногда называемая талмудической, исходила из аналогичных основных соотношений: 1 талант (киккар) = 60 мин = 1500 священных (библейских, тяжёлых, двойных) сиклей (шекелей) = 3000 простых (лёгких, половинных) сиклей (шекелей). Все перечисленные единицы были исключительно счётными понятиями. В виде монет на территории Иудеи, как было отмечено в предыдущем разделе, чеканились только медные пруты, приравненные к халку Селевкидов или 1⁄96 статера (шекеля). Однако в I веке н. э., как и во времена Ветхого завета, наиболее значимыми для евреев были сикли (шекели): счётный лёгкий сикль был эквивалентен дидрахме (статеру финикийского стандарта), тяжёлый — тетрадрахме (финикийскому дистатеру). Их место в денежной системе Иудеи объясняется регламентом уплаты местного священного налога, который со времён исхода евреев из Египта (Исх. 30:11—16) взимался со всего взрослого населения на нужды Иерусалимского храма и которому посвящён трактат Шкалим (Шекалим), являющийся частью Талмуда (его отдельные фрагменты начали появляться ещё в период царствования Хасмонеев, а окончательно оформились во II—III веках н. э.). Поскольку законоучители предписывали платить этот налог священными полусиклевыми монетами (отсюда название налога — полусиклевый или просто сиклевый), то накануне срока уплаты по всей стране появлялись менялы («шулхани», «столечники», в Новом завете — «меновщики», др.-греч. τραπεζίτης, κολλυβιστής, κερματιστής — именно их изгнал из храма Христос), которые разменивали любые монеты именно на полусиклевые (прежде всего на тирские статеры-шекели), взимая за такую операцию определённую комиссию («лаж», «колбон»).
В 6 году нашей эры Иудея стала римской провинцией. Причём как раз в годы правления Августа (римский император с 27 года до н. э. по 14 год н. э.) в самом Риме была произведена денежная реформа, в результате которой установилась следующая система номиналов и их соотношений (полный список приведён в таблице): 1 ауреус = 25 денариев = 100 сестерциев = 400 ассов = 1600 квадрансов. Сестерций и монеты более низкого достоинства предназначались для обращения прежде всего в метрополии, в провинции они проникали редко и случайно. Задача снабжать их внутренние рынки мелкой разменной монетой ложилась на местные монетные дворы. При этом долгое время Рим очень осторожно относился к навязыванию покорённым территориям своих монетных стандартов. Даже те монеты, которые выпускались в центре, но специально для обращения в провинциях, чеканились с местным внешним видом и по местной монетной стопе. Основной задачей при этом являлось поддержание устойчивых соотношений между ключевыми провинциальными монетами, которые, как правило, являлись кратными или фракциями драхмы или статера, и основной римской денежной единицей — денарием. Последний был сначала несколько тяжелее, а потом несколько легче драхмы (точнее, тяжелее одних драхм и легче других), но обычно к ней приравнивался с некоторыми оговорками, вытекающими из множественности стандартов древнегреческой монетной чеканки. Так, например, более тяжёлая тетрадрахма (4 драхмы), чеканившаяся в сирийской Антиохии, приравнивалась к четырём денариям, более лёгкие малоазиатские кистофорные тетрадрахмы и финикийские дистатеры — к трём, по сути биллонная тетрадрахма Птолемеев (александринер) — к одному денарию. Процесс унификации денежных систем метрополии и провинций происходил на протяжении всего периода римских завоеваний, на Ближнем Востоке — наиболее активно как раз начиная с I века н. э. Если не римляне, то сами провинции корректировали вес своих монет, чтобы приблизить их к стандартам Рима. Так, например, с вхождением Иудеи в состав империи у местных властей сохранилось право чеканить пруты, его получили и римские наместники. И те, и другие долгое время придерживались уже сложившегося греческого стандарта. Лишь Агриппа I (царь Иудеи с 37 по 44 год) резко, сразу на 18 % повысил вес пруты, чтобы она стала эквивалентом древнеримского квадранса (1⁄64 денария).
Эта система просуществовала примерно до 70 года нашей эры, когда, с одной стороны, римский император Нерон провёл очередную денежную реформу в самом Риме, девальвировав ауреус и денарий, с другой стороны — в результате первого иудейского восстания 66—71 годов Иудея была лишена множества привилегий, в том числе права чеканки собственной монеты.

### Особенности перевода древнегреческих названий денежных единиц

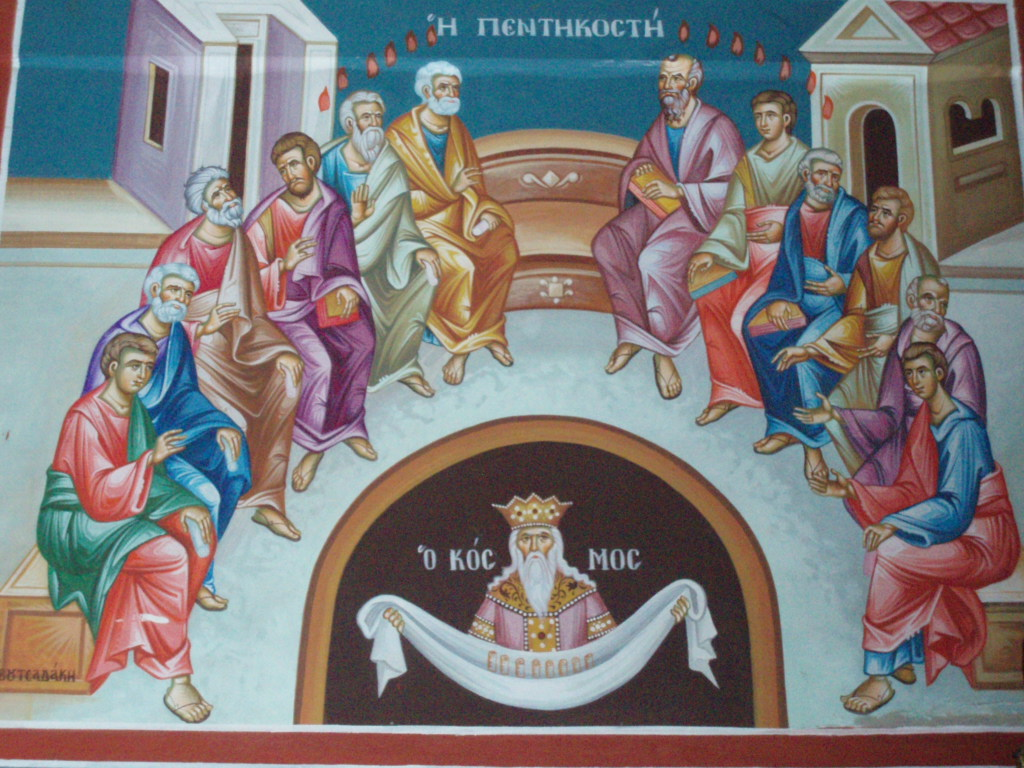
^{1} При наступлении дня Пятидесятницы все они были единодушно вместе… ^{3} И явились им разделяющиеся языки, как бы огненные, и почили по одному на каждом из них. ^{4} И исполнились все Духа Святаго, и начали говорить на иных языках, как Дух давал им провещевать^{}

В Новом завете денежные единицы встречаются прежде всего в притчах, заповедях и других составляющих учения Иисуса Христа. В силу специфики самого жанра притчи часто не важно, какая конкретно денежная единица использована в оригинальном тексте — важна качественная оценка её внутренней ценности («много — мало») или относительная стоимость в сравнении с другими денежными знаками. Поэтому в мировой практике при передаче названий конкретных монет с древнегреческого оригинала на современные языки используются следующие подходы:
- простая транслитерация (др.-греч. μνᾶ — «мина», др.-греч. δηνάριον — денарий и так далее)[61];
- замена их на самые общие термины («деньги», «пару серебряных монет», «два кусочка серебра» и так далее)[62] за исключением тех случаев, когда конкретная монета является центром сюжета (например, эпизод с денарием кесаря)[63] или отсылает к другим стихам Нового или Ветхого заветов (например, 30 сребренников, полученных Иудой за предательство,— к ветхозаветным 30 сребренникам из Книги пророка ЗахарииЗах. 11:8—12 или ИсходаИсх. 21:32)[64];
- замена древних оригинальных названий на знакомые современному читателю наименования, местные эквиваленты («два доллара», «десять шиллингов», «два гульдена», «дважды по полгульдена»), позволяющие понять ценность денежной единицы (крупная она или мелкая) без обращения к специальной справочной литературе[65], но с оговоркой об осторожном использовании такого способа передачи, поскольку тогда «перевод рискует в очень скором времени устареть вследствие колоссальной инфляции»[66], и предостережением о том, что «использование современных денежных единиц отрывает… рассказ от его исторического контекста»[67].

Возможные варианты или подходы к переводу названий конкретных денежных единиц для каждого случая упоминания в Новом завете даются, например, в серии пособий для переводчиков, изданных Российским библейским обществом в 1998—2001 годах. Эти работы были адресованы прежде всего «переводчикам, работающим с языками, не входящими в индоевропейскую семью и отражающими самый различный культурный фон», однако, по мнению авторов пособий, могут быть полезны и «переводчикам, работающим с индоевропейскими языками и языками, имеющими литературное наследние»:

Можно сказать, что перевод — это искусство, основанное на технике. Настоящее пособие призвано познакомить с техникой, но оно не может научить искусству. Последнее должно возникнуть из глубокого знания источника в сочетании с тем, как переводчик чувствует «дух» языка, на который делает перевод, с его опытом в творческом использовании этого языка, с его знакомством с жизнью, идеалами, представлениями и культурой носителей этого языка.— Рейлинг Дж., Свелленгребель Дж. «Комментарии к Евангелию от Луки. Пособие для переводчиков Священного Писания»
Если говорить о русских переводах Нового завета, то транслитерация с элементами замены на знакомые читателю названия характерна для Синодального перевода, оба варианта замены (общие термины и местные эквиваленты) — например, для современного перевода Российского библейского общества. Поэтому встречающиеся в них уже русские названия конкретных денежных единиц сильно различаются. Эти различия представлены в таблице «Список основных денежных единиц Иудеи начала I века н. э.» в сопоставлении с оригинальными названиями древнегреческого текста.

### Отождествление денежных единиц Нового завета с конкретными монетами
- 30 сребренников
- Изгнание торгующих из храма
- Кесарю кесарево
- Лепта вдовицы
- Помазание Иисуса миром
- Притча о добром самарянине
- Притча о потерянной драхме
- Притча о талантах
- Притча о работниках в винограднике
- Четыре всадника Апокалипсиса
- Чудо о статире

В древнегреческом оригинале Нового завета упоминаются названия десяти денежных единиц: две счётные — талант и мина; шесть конкретных монет — денарий, статер, дидрахма, драхма, квадранс и ассарий; две не вполне определённые денежные единицы — халк в значении денег вообще или мелкой разменной медной мелочи и лепта, которая, вероятнее всего, используется лишь в качестве обозначения номинала, но не названия конкретной монеты.
В отличие от Ветхого завета, в книгах Нового ни разу не встречается сикль (шекель), однако очевидно, что он подразумевается в эпизоде, описывающем чудо со статером — именно в тирских статерах (сиклях, шекелях) законоучители того времени рекомендовали платить храмовый налог. «Собиратели дидрахм» (мытари, сборщики полусиклевого налога) обратились к апостолу Петру с вопросом «Учитель ваш не даст ли дидрахмы?», который и был передан Иисусу. Христос ответил: «…пойди на море, брось уду, и первую рыбу, которая попадется, возьми, и, открыв у ней рот, найдешь статир; возьми его и отдай им за Меня и за себя»Мф. 17:24—27.
С сиклями (тирскими статерами) также обычно отождествляются 30 сребренников (др.-греч. αργύρια), которые получил Иуда за предательство и которые затем были потрачены на приобретение земли для погребения странников, хотя «цена крови» могла быть заплачена и любыми другими серебряными монетами, имевшими хождение на территории Иудеи (см. таблицу):

3 Тогда Иуда, предавший Его, увидев, что Он осужден, и, раскаявшись, возвратил тридцать сребренников первосвященникам и старейшинам, 4 говоря: согрешил я, предав кровь невинную. Они же сказали ему: что нам до того? смотри сам. 5 И, бросив сребренники в храме, он вышел, пошел и удавился. 6 Первосвященники, взяв сребренники, сказали: непозволительно положить их в сокровищницу церковную, потому что это цена крови. 7 Сделав же совещание, купили на них землю горшечника, для погребения странников; 8 посему и называется земля та «землею крови» до сего дня.
— Мф. 27:3—8
С богословской точки зрения отождествление 30 сребренников именно с сиклями важно также для того, чтобы связать эпизод Нового завета с пророчеством из Книги пророка Захарии, где речь идёт о тридцати сребренниках, брошенных в дом «Господень для горшечника»Зах. 11:8—13, а также некоторыми другими фрагментами Ветхого завета — например, со стоимостью погибшего насильственной смертью раба («Если вол забодает раба или рабу, то господину их заплатить тридцать сиклей серебра, а вола побить камнями»Исх. 21:32).
|                                 |                           |
| Денарий Юлия Цезаря             | Денарий Октавиана Августа |
|                                 |                           |
| Александринер и денарий Тиберия |                           |

Чаще всего в Новом завете упоминается денарий — самая распространённая древнеримская монета ещё со времен республики. Характерный эпизод — вопрос фарисеев о том, «позволительно ли давать подать кесарю» (цит. по Мф. 22:15—22), которая была установлена римлянами по результатам переписи Квириния. В ответ Иисус попросил показать ему «монету, которою платится по́дать». Ему принесли денарий и на уточняющий вопрос «чьё это изображение и надпись?» ответили: «кесаревы» (др.-греч. καίσαρος, лат. caesar). Обычно эта монета отождествляется с денарием Тиберия, в чьё правление (14—37 годы н. э.) разворачиваются основные события Нового завета. Но поскольку в период ранней империи к перечеканке старых монет прибегали редко, то это могла быть любая другая равная денарию монета (например, даже александринер Птолемеев) с изображением не только Тиберия, но и Юлия Цезаря или Октавиана Августа.
Драхма в оригинальном тексте упоминается один раз — в Притче о потерянной драхме (Лк. 15:1—10). В Синодальном переводе и переводе Российского библейского общества она встречается ещё раз в 19 главе Деяний апостолов («А из занимавшихся чародейством довольно многие, собрав книги свои, сожгли перед всеми, и сложили цены их, и оказалось их на пятьдесят тысяч драхм»Деян. 19:19) — как перевод понятия «серебро, деньги» (др.-греч. ἀργύριον), которое использовано и для обозначения 30 сребренников. Исследователи расходятся во мнении, какие именно денежные единицы подразумевает автор Деяний. Возможно, поскольку описываемый эпизод происходит в Эфесе, где находился собственный монетный двор, который чеканил преимущественно кистофорные тетрадрахмы, равные трём денариям, в данном случае речь идёт именно о местных кистофорах.
Дважды в Новом завете упоминается ассарий, провинциальное название древнеримского асса (др.-греч. ἀσσάριον — ассарион): один раз в качестве цены двух малых птиц (Мф. 10:28—33), второй — как два ассария — цена пяти малых птиц (Лук. 12:1—6). Во втором случае эта денежная единица может отождествляться с дупондием, равным двум ассам.
Лепта (др.-греч. λεπτόν от λεπτός — «без кожуры», то есть тонкий, маленький) в Древней Греции — самый мелкий номинал для обозначения денежных сумм. Так могли называть любые медные монеты, являющиеся производными халка — от 1⁄7 в Древних Афинах до 1⁄2 в начале I века н. э.. Было ли это понятие названием конкретной монеты или лишь счётной единицей для обозначения достоинства более крупных монет (как, например, много позже в Византии в нуммиях обозначали достоинство фоллисов), до сих остаётся вопросом открытым. Вероятнее всего, в описанных в Новом завете случаях как лепта, так и две лепты были разновидностями прут местной, иудейской чеканки. То есть бедная вдова в эпизоде, называемом «Лепта вдовицы», опустила в сокровищницу две монеты по полпруты (эквивалент одной лепты) или одну монету достоинством в пруту (две лепты).
Всего же в Новом завете лепта встречается три раза, квадранс (кодрант), самая мелкая, равная двум лептам, римская монета того периода, — два раза. Чтобы подчеркнуть незначительность этих двух номиналов в различных переводах Библии, оригинальное название часто заменяется на самую мелкую монету, более знакомую читателю. Так, например, в современном переводе Нового завета, опубликованном Российским библейским обществом, для обозначения лепты используются названия «грош» и «две медные монетки»; квадранс один раз назван квадрантом, второй — грошом. В NIV Bible, одном из современных переводов Нового завета на английский язык, для обозначения этих двух монет используются понятия penny («пенни»), very small copper coins («очень мелкие медные монетки») и few cents («несколько центов»). В более древних переводах, например, в Библии короля Якова (англ. King James Version, KJV) 1611 года, это mite («майт») и farthing («фартинг») — столь же древние и вышедшие из обращения английские медные монеты, как и русская полушка (1⁄4 копейки), которой в Синодальном переводе названа лепта из оригинального древнегреческого текста двенадцатой главы Евангелия от Луки. В Елизаветинской библии она названа медницей — просто мелкой медной монетой.
| Медная полушка, 1707 год | 58 Когда ты идешь с соперником своим к начальству, то на дороге постарайся освободиться от него, чтобы он не привел тебя к судье, а судья не отдал тебя истязателю, а истязатель не вверг тебя в темницу; 59 Сказываю тебе: не выйдешь оттуда, пока не отдашь и последней полушки.Синодальный переводЛук. 12:58—59 |
| Медная полушка, 1707 год | 58 Егда бо грядеши с соперником твоим ко князю, на пути даждь делание избыти от него: да не како привлечет тебе к судии, и судия тя предаст слузе, и слуга всадит тя в темницу: 59 глаголю тебе: не изыдеши оттуду, дондеже и последнюю медницу воздаси.Елизаветинская Библия                                      |

Талант упоминается в Новом завете дважды — в Притче о талантах (в аналогичной по сюжету Притче о десяти минах единственный раз в Новом завете встречается мина) и в Притче о немилосердном должнике. Во всех случаях использование самой большой по ценности денежной единицы призвано подчеркнуть очень большую сумму денег, а в Притче о немилосердном должнике, где речь идёт о десяти тысячах талантов («десять тысяч» — самое большое конкретное число, встречающееся на страницах Нового завета), прощённых немилосердному должнику, — разницу, составляющую сотни тысяч раз в сравнении с той суммой, которую он не простил своему должнику. Названная в оригинале сумма прощённого долга «должна была потрясти воображение; это самая большая сумма, которую можно представить».
Несколько раз в Новом завете упоминаются деньги вообще или медь в значении мелкой разменной монеты («И заповедал им ничего не брать в дорогу, кроме одного посоха: ни сумы, ни хлеба, ни меди в поясе»Мк. 6:8; «И сел Иисус против сокровищницы и смотрел, как народ кладет деньги в сокровищницу»Мк. 12:41). Эти понятия в оригинальном древнегреческом тексте переданы словом «халк» (др.-греч. χαλκός — «медь», «медный»), которое являлось названием мелкой медной древнегреческой монеты, равной от 1⁄16 до 1⁄8 обола. В приведённых цитатах «халк» используется не как монета определённого достоинства, а как собирательное название для медных и, возможно, латунных монет. Конкретные номиналы, которые могли скрываться за этим собирательным названием, указаны в таблице. И, вероятнее всего, это были местные пруты.
В нескольких стихах в значении денег употребляется слово «золото» («Не берите с собою ни золота, ни серебра, ни меди в поясы свои»Мф. 10:9; «Золото ваше и серебро изоржавело, и ржавчина их будет свидетельством против вас и съест плоть вашу, как огонь: вы собрали себе сокровище на последние дни»Иак. 5:3). Если к чеканке в провинциях местных медных и серебряных монет Рим долгое время относился лояльно, то выпуск золотых считал прерогативой метрополии, поэтому, возможно, в упомянутых случаях за золотыми монетами скрываются римские ауреусы.

### Список основных денежных единиц Иудеи начала I века н. э.
В этом разделе приводятся как денежные единицы, упоминаемые в Новом завете, так и древнеримские монеты, чеканившиеся в метрополии и в римских провинциях в период земной жизни Иисуса Христа, но в тексте Библии не встречающиеся, — библейские выделены полужирным шрифтом.
| Название                                    | Название                    | Название                 | Название                                 | Название                 | Название                                                              | Изображение                               | Эквивалент               | Эквивалент               | Упоминания в тексте Библии |
| Современное                                 | Талмудическое               | Греческий оригинал       | Елизаветинская библия                    | Синодальный перевод      | Перевод РБО                                                           | Изображение                               | в прутах                 | в сиклях (шекелях)       | Упоминания в тексте Библии |
| Счётные денежные единицы                    | Счётные денежные единицы    | Счётные денежные единицы | Счётные денежные единицы                 | Счётные денежные единицы | Счётные денежные единицы                                              | Счётные денежные единицы                  | Счётные денежные единицы | Счётные денежные единицы | Счётные денежные единицы |
| ------------------------------------------- | --------------------------- | ------------------------ | ---------------------------------------- | ------------------------ | --------------------------------------------------------------------- | ----------------------------------------- | ------------------------ | ------------------------ | --- |
| Талант                                      | Киккар                      | Τάλαντον                 | Талант                                   | Талант                   | Много миллионов серебряных монет, тысячи золотых                      |                                           | 384 000                  | 1500                     | Мф. 18:23—31; Мф. 25:14—30 |
| Мина                                        | Мина                        | Μνᾶ                      | Мнас                                     | Мина                     | Золотая монета                                                        | 6400                                      | 25                       | Лк. 19:11—28             | |
| Золотые монеты                              |                             |                          |                                          |                          |                                                                       |                                           |                          |                          | |
| Ауреус (золотой денарий)                    | Динар захав (золотой динар) | —                        | —                                        | —                        | —                                                                     |                                           | 1600                     | 6+1⁄4                    | Не упоминается |
| Ауреус (золотой квинарий)                   | Динар захав (золотой динар) | —                        | —                                        | —                        | —                                                                     | 800                                       | 3+1⁄8                    |                          | Не упоминается |
| Сребренники (серебряные монеты)             |                             |                          |                                          |                          |                                                                       |                                           |                          |                          | |
| Тетрадрахма                                 | Села                        | Στατήρ                   | Статир                                   | Статир                   | Четыре драхмы                                                         |                                           | 256                      | 1                        | Мф. 17:24—27 |
| Статер                                      | Шекель (сикль)              | Στατήρ                   | Статир                                   | Статир                   | Четыре драхмы                                                         |                                           | 256                      | 1                        | Мф. 17:24—27 |
| Дидрахма                                    | Полшекеля (полсикля)        | Δίδραχμον                | Дидрахма                                 | Дидрахма                 | Две драхмы                                                            |                                           | 128                      | 1⁄2                      | Мф. 17:24—27 |
| Денарий                                     | Зуз                         | Δηνάριον                 | Пенязь, динарь, динарий, сребреник, цата | Динарий                  | Денарий, сто серебряных монет, серебряная монета, целый день работать |                                           | 64                       | 1⁄4                      | Мф. 18:23—31; Мф. 20:1—16; Мф. 22:15—22; Мк. 6:30—44; Мк. 12:13—17; Мк. 14:3—9; Лк. 7:36—50; Лк. 10:25—37; Лк. 20:21—26; Ин. 6:1—15; Ин. 12:1—11; Откр. 6:5—6 |
| Драхма                                      | Зуз                         | Δραχμή                   | Драхма                                   | Драхма                   | Серебряная монета                                                     |                                           | 64                       | 1⁄4                      | Лк. 15:1—10 |
| Александринер (александрийская тетрадрахма) | Зуз                         | —                        | —                                        | —                        | —                                                                     |                                           | 64                       | 1⁄4                      | Не упоминается |
| Квинарий                                    | —                           | —                        | —                                        | —                        | —                                                                     |                                           | 32                       | 1⁄8                      | Не упоминается |
| Монеты из аурихалка (латуни)                |                             |                          |                                          |                          |                                                                       |                                           |                          |                          | |
| Сестерций                                   | Маах (гера)                 | —                        | —                                        | —                        | —                                                                     |                                           | 16                       | 1⁄16                     | Не упоминается |
| Два ассария, дупондий                       | Пандион (пундион)           | Δύο ἀσσάριον             | Пенязь                                   | Два ассария              | Два гроша                                                             |                                           | 8                        | 1⁄32                     | Лк. 12:1—12 |
| Медные монеты                               |                             |                          |                                          |                          |                                                                       |                                           |                          |                          | |
| Ассарий (ассарион), асс                     | Иссар                       | Ασσάριον                 | Ассарий                                  | Ассарий                  | Грош                                                                  |                                           | 4                        | 1⁄64                     | Мф. 10:28—33 |
| Семис (семисс)                              | —                           | —                        | —                                        | —                        | —                                                                     |                                           | 2                        | 1⁄128                    | Не упоминается |
| Квадранс                                    | Прута                       | Κοδράντης                | Кодрант                                  | Кодрант                  | Квадрант, грош                                                        |                                           | 1                        | 1⁄256                    | Мф. 5:21—26; Мк. 12:41—44; Лк. 21:1—4 |
| Две лепты (дилептон)                        | Прута                       | Δύο λεπτός               | Две лепты                                | Две лепты                | Две медные монетки, грош                                              |                                           | 1                        | 1⁄256                    | Мф. 5:21—26; Мк. 12:41—44; Лк. 21:1—4 |
| Халк                                        | Прута                       | Χαλκός                   | Медь                                     | Деньги, медь             | Деньги, медная монета                                                 | Мф. 10:9; Мк. 6:8; Мк. 12:41; Откр. 18:12 | 1                        | 1⁄256                    | |
| Лепта, демихалк (гемихалк)                  | Полпруты                    | Λεπτός                   | Медница                                  | Полушка                  | Грош                                                                  |                                           | 1⁄2                      | 1⁄512                    | Лк. 12:58—59 |

1. ↑  Из предположения, что прута равна квадрансу
2. ↑  В качестве монет это прежде всего тирские статеры
3. 1 2  Пенязь — польское название денария, ставшее в XIII—XVII веках обозначением денег вообще как в Великом княжестве Литовском, так и на территории Литовской Руси
4. ↑  Цата — древнерусское и церковно-славянское слово, произошедшее от лат. centus и означающее мелкую монету
5. ↑  Полушка — русская монета, равная 1⁄4 копейки

### Денежные суммы, упомянутые в Новом завете
В данном разделе перечислены все денежные суммы, встречающиеся в Новом завете с указанием их эквивалента в сиклях (шекелях) и прутах.
| Сумма                | Товар / Услуга / Ситуация                                                    | Эквивалент    | Эквивалент         | Упоминание в Новом завете                |
| Сумма                | Товар / Услуга / Ситуация                                                    | в прутах      | в сиклях (шекелях) | Упоминание в Новом завете                |
| -------------------- | ---------------------------------------------------------------------------- | ------------- | ------------------ | ---------------------------------------- |
| 10 000 талантов      | Долг немилосердного должника                                                 | 3 840 000 000 | 15 000 000         | Мф. 18:23—31                             |
| 50 000 драхм         | Цена книг, сожжённых в Эфесе                                                 | 2 400 000     | 9375               | Деян. 19:19                              |
| 5 талантов           | Серебро, отданное рабу под отчёт                                             | 1 920 000     | 7500               | Мф. 25:14—30                             |
| 2 таланта            | Серебро, отданное рабу под отчёт                                             | 768 000       | 3000               | Мф. 25:14—30                             |
| 1 талант             | Серебро, отданное рабу под отчёт                                             | 384 000       | 1500               | Мф. 25:14—30                             |
| 500 денариев         | Прощённый долг                                                               | 32 000        | 125                | Лк. 7:36—50                              |
| 300 денариев         | «Фунт нардового чистого драгоценного мира» для помазания                     | 19 200        | 75                 | Мк. 14:3—9; Ин. 12:1—11                  |
| 200 денариев         | Хлеб для «пяти тысяч мужей», «чтобы каждому из них досталось хотя понемногу» | 12 800        | 50                 | Мк. 6:30—44; Ин. 6:1—15                  |
| 30 сребренников      | Плата за предательство, стоимость земли горшечника                           | 7680          | 30                 | Мф. 26:14—16; Мф. 27:3—10                |
| 1 мина 100 денариев  | Серебро, отданное рабу под отчёт                                             | 6400          | 25                 | Лк. 19:11—28                             |
| 1 мина 100 денариев  | Долг немилосердному должнику                                                 | 6400          | 25                 | Мф. 18:23—31                             |
| 50 денариев          | Прощённый долг                                                               | 3200          | 12+1⁄2             | Лк. 7:36—50                              |
| 10 драхм             | Деньги женщины, потерявшей одну драхму                                       | 640           | 2+1⁄2              | Лк. 15:1—10                              |
| 1 статер             | Эквивалент полусиклевого храмового налога за двух человек                    | 256           | 1                  | Мф. 17:24—27                             |
| 1 дидрахма 2 денария | Полусиклевый годовой храмовый налог                                          | 128           | 1⁄2                | Мф. 17:24—27                             |
| 1 дидрахма 2 денария | Плата за гостиницу на условиях «Всё включено»                                | 128           | 1⁄2                | Лк. 10:25—37                             |
| 1 денарий 1 драхма   | Годовая подушная подать (налог), уплачиваемая метрополии                     | 64            | 1⁄4                | Мф. 22:15—22; Мк. 12:13—17; Лк. 20:21—26 |
| 1 денарий 1 драхма   | Подённая оплата труда виноградаря                                            | 64            | 1⁄4                | Мф. 20:1—16                              |
| 1 денарий 1 драхма   | 1 хиникс (около литра) пшеницы                                               | 64            | 1⁄4                | Откр. 6:6                                |
| 1 денарий 1 драхма   | 3 хиникса ячменя                                                             | 64            | 1⁄4                | Откр. 6:6                                |
| 1 денарий 1 драхма   | Потерянная драхма                                                            | 64            | 1⁄4                | Лк. 15:1—10                              |
| 2 ассария            | 5 малых птиц (воробьёв)                                                      | 8             | 1⁄32               | Лк. 12:1—12                              |
| 1 ассарий            | 2 малые птицы (воробья)                                                      | 4             | 1⁄64               | Мф. 10:28—33                             |
| 1 квадранс 2 лепты   | «Последний кодрант»                                                          | 1             | 1⁄256              | Мф. 5:21—26                              |
| 1 квадранс 2 лепты   | Малое пожертвование (вклад)                                                  | 1             | 1⁄256              | Мк. 12:41—44; Лк. 21:1—4                 |
| 1 лепта              | «Последняя полушка»                                                          | 1⁄2           | 1⁄512              | Лк. 12:58—59                             |

1. ↑  Из предположения, что прута равна квадрансу
2. 1 2  Из предположения, что драхмы были кистофорными, то есть равными не одному, а 3⁄4 денария
3. 1 2  Из предположения, что сребренник равен тирскому статеру (сиклю, шекелю)

## Современные валюты с библейскими названиями
| |  |
| |  |
| Динар (араб. دينار‎; византийский «золотой денарий» — солид, номизма) и дирхам (араб. درهم‎; серебряная драхма сасанидов) — основные монеты Аравии в период создания Корана (VII век), включающего исламскую редакцию Ветхого и Нового заветов, несколько раз упоминаются в священной книге мусульман. Справа — современные золотые динары и серебряные дирхамы, выпускаемые негосударственным Всемирным исламским монетным двором (The World Islamic Mint) и имеющие свободное хождение в ряде исламских государств |  |

В данном разделе приведены все существующие валюты и их разменные денежные единицы (кроме частных, региональных, электронных, вымышленных, виртуальных, игровых и других не включённых в стандарт ISO 4217 валют), чьи названия совпадают с библейскими (выделены полужирным шрифтом) и которые произошли:
- от денария — динар, денар[104][105][106];
- от драхмы — драм, дирхам, дирам[107][108];
- от ветхозаветных сикля (шекеля) и агоры из 2 главы Первой книги Царств — соответственно, шекель[109] и агора[110].

Приведённые в таблице фунт и лира происходят от слов «либра» (лат. libra — вес, весы, баланс, равновесие) и «фунт» (лат. pondus — вес, гиря), которые вместе (лат. libra pondo) означают либральный (римский) вес (фунт), основную весовую единицу в Древнем Риме. Отсюда же древнегреческая «литра» (др.-греч. λίτρα), которая дважды встречается в Новом завете как единица измерения массы и объёма (Ин. 12:3; Ин. 19:39) и которая впоследствии стала основной весовой единицей Византии. Отсюда же произошли названия таких денежных единиц средневековья, нового времени и современности, как фунт, лира, ливр. Пенни (англ. penny), а также вышедший из обращения пфенниг (нем. Pfennig) не являются библейскими названиями, но так у древних германцев назывался римский денарий. Впоследствии слово было заимствовано у них славянами, став, например, в Боснии и Герцеговине — фенингом (хорв. fening, серб. фенинг; современная разменная денежная единица, равная 1⁄100 боснийской марки), в Польше — пенязем (пол. pieniądz; современное польское название денег вообще).
Из вышедших из обращения денежных единиц необходимо прежде всего упомянуть драхму и лепту, которые до введения евро в 1999—2002 годах являлись национальной валютой и её разменной единицей в Греции.
| Государство                                                | Название валюты                   | Знак валюты | Изображение | Код ISO 4217 | Разменная денежная единица | Её доля | Изображение |
| ---------------------------------------------------------- | --------------------------------- | ----------- | ----------- | ------------ | -------------------------- | ------- | ----------- |
| Алжир                                                      | Динар (алжирский динар)           | .د.ج • DA   |             | DZD          | Сантим                     | 1⁄100   | Внешнее     |
| Армения                                                    | Драм (армянский драм)             | ֏           |             | AMD          | Лума                       | 1⁄100   |             |
| Бахрейн                                                    | Динар (бахрейнский динар)         | .د.ب • BD   |             | BHD          | Филс                       | 1⁄1000  |             |
| Гернси                                                     | Фунт (фунт стерлингов)            | £           | Внешнее     | GBP          | Пенни                      | 1⁄100   | Внешнее     |
| Гибралтар                                                  | Фунт (гибралтарский фунт)         | £           |             | GIP          | Пенни                      | 1⁄100   | Внешнее     |
| Джерси                                                     | Фунт (фунт стерлингов)            | £           | Внешнее     | GBP          | Пенни                      | 1⁄100   | Внешнее     |
| Египет                                                     | Фунт (египетский фунт)            | .ج.م • LE   |             | EGP          | Пиастр                     | 1⁄100   |             |
| Западная Сахара                                            | Дирхам (марокканский дирхам)      | .د.م • Dh   |             | MAD          | Сантим                     | 1⁄100   |             |
| Израиль                                                    | Шекель (новый израильский шекель) | ₪           |             | ILS          | Агора                      | 1⁄100   |             |
| Иордания                                                   | Динар (иорданский динар)          | .د.إ • JD   |             | JOD          | Дирхам                     | 1⁄10    |             |
| Ирак                                                       | Динар (иракский динар)            | .د.ع • ID   |             | IQD          | Филс                       | 1⁄1000  |             |
| Иран                                                       | Риал (иранский риал)              | ﷼ • IR      |             | IRR          | Динар                      | 1⁄100   | Внешнее     |
| Катар                                                      | Риал (катарский риал)             | ﷼ • QR      |             | QAR          | Дирхам                     | 1⁄100   |             |
| Кувейт                                                     | Динар (кувейтский динар)          | .د.ك • KD   |             | KWD          | Филс                       | 1⁄1000  |             |
| Ливан                                                      | Фунт (ливанский фунт)             | .ل.ل        |             | LBP          | Пиастр                     | 1⁄100   | Внешнее     |
| Ливия                                                      | Динар (ливийский динар)           | .د.ل • LD   |             | LYD          | Дирхам                     | 1⁄1000  |             |
| Северная Македония                                         | Денар                             | ден.        |             | MKD          | Дени                       | 1⁄100   | Внешнее     |
| Марокко                                                    | Дирхам (марокканский дирхам)      | .د.م • Dh   |             | MAD          | Сантим                     | 1⁄100   | Внешнее     |
| Мэн                                                        | Фунт (фунт стерлингов)            | £           | Внешнее     | GBP          | Пенни                      | 1⁄100   | Внешнее     |
| ОАЭ                                                        | Дирхам (дирхам ОАЭ)               | .د.إ • Dh   |             | AED          | Филс                       | 1⁄100   | Внешнее     |
| Остров Святой Елены · Остров Вознесения · Тристан-да-Кунья | Фунт (фунт Святой Елены)          | £           |             | SHP          | Пенни                      | 1⁄100   | Внешнее     |
| Сербия                                                     | Динар (сербский динар)            | din. • дин. |             | RSD          | Пара                       | 1⁄100   | Внешнее     |
| Сирия                                                      | Фунт (сирийский фунт)             | .ل.س • S£   |             | SYP          | Пиастр                     | 1⁄100   | Внешнее     |
| Великобритания                                             | Фунт (фунт стерлингов)            | £           | Внешнее     | GBP          | Пенни                      | 1⁄100   | Внешнее     |
| Судан                                                      | Фунт (суданский фунт)             | £           |             | SDG          | Пиастр                     | 1⁄100   |             |
| Таджикистан                                                | Сомони                            | с.          |             | TJS          | Дирам                      | 1⁄100   |             |
| Тунис                                                      | Динар (тунисский динар)           | .د.ت • TD   |             | TND          | Миллим                     | 1⁄1000  |             |
| Турция                                                     | Лира (турецкая лира)              | ₺           |             | TRY          | Куруш                      | 1⁄100   |             |
| Фолклендские острова                                       | Фунт (фунт Фолклендских островов) | £           |             | FKP          | Пенни                      | 1⁄100   | Внешнее     |
| Южный Судан                                                | Фунт (южносуданский фунт)         | ¤           | Внешнее     | SSP          | Пиастр                     | 1⁄100   | —           |

1. 1 2 3 4 5 6 7  Пенни, пфенниг — название денария у германских племён, заимствованное у них затем славянскими (сербско-хорватский фенинг, польский пенязь)
2. ↑  Также пиастр (1⁄100) и филс (1⁄1000)
3. ↑  На официальном сайте Тристана-да-Куньи (The Tristan da Cunha Website Архивировано 8 декабря 2012 года.) в качестве законных средств платежа упоминаются фунты стерлингов, рэнды, доллары США и евро; фунт Святой Елены в этом качестве не упоминается

### ИзданияСвященного писания
- Библия. Книги Священного Писания Ветхого и Нового завета (канонические). Современный русский перевод. — М.: Российское библейское общество, 2011. — ISBN 978-5-85524-434-2.
  - Ветхий Завет: перевод с древнееврейского. — Электронная публикация некоторых книг. — М.: Российское библейское общество, 2011.
  - Радостная Весть: Новый Завет в переводе с древнегреческого. — Электронная публикация. — М.: Российское библейское общество, 2011.
- Библия (Синодальный перевод). — Издание 1876 г. (транслитерация современным русским алфавитом). — «Викитека»
- Библия. Синодальный перевод. — Издание 1876 г. (транслитерация современным русским алфавитом). — Православие.Ru, 1999—2011.
- Елизаветинская Библия. Библия на церковно-славянском языке. — Издание 1751 г. (транслитерация современным русским алфавитом). — Священное писание, 2011.
- Опыт переложения на русский язык священных книг Ветхого Завета архим. Макария Глухарева (с масоретскаго текста). — Издание 1860—1867 гг. в журнале «Православное обозрение» (транслитерация современным русским алфавитом). — Общество Сторожевой Башни, 1996. — «Викитека»
- Опытъ переложенія на русскій языкъ священныхъ книгъ Ветхаго Завѣта архим. Макарія Глухарева (съ масоретскаго текста). — Издание 1860—1867 гг. в журнале «Православное обозрение». — Русскій Порталъ, 2004—2011.
- Священное Писание — Перевод нового мира. — Watch Tower Bible and Tract Society of Pennsylvania (Общество Сторожевой башни), 2010. Архивировано 7 ноября 2011 года.
- Танах в переводе издательства «Мосад рав Кук». — Тора Онлайн, 2011.
- The Holy Bible: New International Version (NIV Bible). — Biblica, Inc, 1973—2011.
- King James Bible (King James Version, KJV). — King James Bible Online, 2011.

### Энциклопедии и справочники
- Britannica — The Online Encyclopedia. — Chicago: Encyclopædia Britannica, Inc., 2011.
- The Free Dictionary. — Farlex, 2011.
- Harper D. Online Etymology Dictionary. — Lancaster, 2001—2011.
- Merriam-Webster. — Springfield: Merriam-Webster Inc., 2011.
- Весы в Библии // Православная Богословская Энциклопедия. Том 3. Издание Петроград. Приложение к духовному журналу «Странник» за 1902 г.
- Власов В.Г. Новый энциклопедический словарь изобразительного искусства: В 10 т. — Электронная версия НТЦ «Информрегистр». — СПб.: Азбука-классика, 2004—2009. — ISBN 5-352-01119-4.
- Еврейская энциклопедия Брокгауза и Ефрона. — СПб.: Общество для научных еврейских изданий, Издательство «Брокгауз-Ефрон», 1906—13. — «Викитека»
- Мень А. В. Библиологический словарь: в 3 т. — М.: Фонд имени Александра Меня, 2002.
- Никифор, архимандрит. Библейская энциклопедия (Иллюстрированная полная популярная Библейская энциклопедия). — 3-е изд. — М.: Локид-Пресс, 2005.
- Никифор, архимандрит. Иллюстрированная полная популярная Библейская энциклопедія въ 4-хъ выпускахъ. — М., 1891—92. — «Викитека»
- Нюстрем Э. Библейский энциклопедический словарь (историко-религиозный). — 1868.
- Словарь нумизмата. Описание монет. — 2006—10., включающий статьи из следующих источников:
  - Нумизматический словарь. / Зварич В. В. — 4-е изд. — Львов, 1980.
  - Словарь нумизмата: Пер. с нем. / Фенглер Х., Гироу Г., Унгер В. — 2-е изд., перераб. и доп. — М.: Радио и связь, 1993.
  - Современный экономический словарь. — 4-е изд., перераб. и доп. — М.: Инфра-М, 2005.
- Советская историческая энциклопедия. — В 16 т. — М.: Советская энциклопедия, 1961—76.
- Электронная еврейская энциклопедия. — Ассоциация по изучению еврейских общин в диаспоре, 1976—2009.
- Энциклопедический словарь Брокгауза и Ефрона. — СПб.: Семеновская типолитография (И. А. Ефрона), 1890—1907. — «Викитека»

### Прочие
- Hendin D.[англ.], Kreindler H. Guide to Biblical Coins. — 4th Edition Revised and Expanded. — NY: Amphora, 2001. — ISBN 0965402924.
- Hendin D.[англ.]. The Metrology oj Judaean Small Bronze Coins. — AJN Second Series 21 (2009), pp. 105—121. — NY: The American Numismatic Society, 2009.
- Kindler A. The monetary pattern and function of the Jewish coins. Proceedings of the International Numismatic Convention 1963. — Jerusalem: Schocken, 1967.
- Lewis P., Bolden R. The pocket guide to Saint Paul: coins encountered by the apostle on his travels. — Kent Town: Wakefield Press, 2002. — ISBN 1-86254-562-6.
- Snowden J.R.[англ.]. The Coins of the Bible, and its Money Terms. — Philadelphia: Presbyterian Board of Publisher, 1864.
- Амусин И.Д. Денежно-весовая система обращения в Древней Палестине в первой половине 1-го тысячелетия до н. э. — Труды V Международного конгресса по экономической истории (Ленинград, 1970). — Л., 1970.
- Большаков О.Г. История Халифата: в 4-х томах. — М.: Восточная литература, 1998—2010. — ISBN 5-02-018165-X.
- Зограф А.Н. Античные монеты / Материалы и исследования по археологии СССР. — Вып. 16. — М.—Л.: Изд-во АН СССР, 1951.
- Казаманова Л.Н. Введение в античную нумизматику. — М.: Изд-во МГУ, 1969.
- Мэттингли Г. Монеты Рима. С древнейших времен до падения Западной Империи. — М.: Collector's Books, 2005. — ISBN 1-932525-37-8.
- Ньюман Б., Найда Ю. Комментарии к Деяниям апостолов. Пособие для переводчиков Священного Писания / Пер. с англ. под ред. А.Л. Хосроева. — РБО, 2002. — ISBN 5-85524-165-3 (рус.).
- Ньюман Б., Стайн Ф. Комментарии к Евангелию от Матфея. Пособие для переводчиков Священного Писания / Пер. с англ. под ред. А.Л. Хосроева. — РБО, 1998. — ISBN 5-85524-068-1 (рус.).
- Рейлинг Дж., Свелленгребель Дж. Комментарии к Евангелию от Луки. Пособие для переводчиков Священного Писания / Пер. с англ. под ред. А.Л. Хосроева. — РБО, 2000. — ISBN 5-85524-102-5 (рус.).
- Рейлинг Дж., Свелленгребель Дж. Комментарии к Евангелию от Марка. Пособие для переводчиков Священного Писания / Пер. с англ. под ред. А.Л. Хосроева. — Минск: РБО, 2001. — ISBN 5-85524-132-7 (рус.).
- Тихомиров Б.А. К истории отечественной Библии. — М.: Российское Библейское общество, 2006. — ISBN 5-85524-270-6.